# CUTE (hàlの曲)
CUTE / CUTE 〜UMEA kottbullar ver〜（キュート）は、1997年1月1日にリリースされたhàlの2ndシングル。CDコードはVIDL-10843。

## 解説
- hal初の両A面シングルである。
- M-1とM-2は同曲ながらもアレンジが異なり、歌詞も一部異なる。
- M-1は大橋伸行の、M-2はCloudberry JamのHenrik Sundqvistのプロデュースによる。
- M-2のバージョン表記であるUMEA kottbullarは「ウメオ・シュッタブラー」と読む。ウメオはスウェーデンの地名であり、シュッタブラーはスウェーデンの料理でミートボール風な食べ物のこと。
- 初回限定パッケージは無く、通常仕様盤のみが存在する。

## 収録曲
1. CUTE
  - 作詞：大橋伸行／作曲：関淳二朗／編曲：大橋伸行
2. CUTE 〜UMEA kottbullar ver〜
  - 作詞：大橋伸行／作曲：関淳二朗／編曲：Henrik Sundqvist
3. CUTE (Original karaoke)
  - 編曲：大橋伸行／作曲：関淳二朗
4. CUTE 〜UMEA kottbullar ver〜 (Original karaoke)
  - 作曲：関淳二朗／編曲：Henrik Sundqvist